# VW Polo III
| Sterne im Euro-NCAP-Crashtest: Polo 6N (1997) |

Der VW Polo III (oder Polo 3, 3er Polo) ist ein Pkw von Volkswagen, der als Typ 6N von September 1994 bis Oktober 2001 (ab Oktober 1999: 6N2) in Wolfsburg gefertigt wurde.
Er hat Frontantrieb und vorn quer eingebaute Ottomotoren von 33 kW (45 PS) bis 92 kW (125 PS) sowie Dieselmotoren von 42 kW (57 PS) bis 81 kW (110 PS), die mit handgeschaltetem Fünfganggetriebe oder einer 4-Stufen-Automatik kombiniert werden konnten. Es gab ihn als Drei- und erstmals auch als Fünftürer. 
Im November 1995 folgte die „Classic“ genannte Stufenheckversion, und ab März 1997 erstmals eine Kombivariante mit der Traditionsbezeichnung Variant.

## Modellgeschichte

### Allgemeines
Der VW Polo III wurde am 31. August 1994 vorgestellt und war sofort in Linkslenker-Ausführung für die kontinentalen Märkte erhältlich. Im Oktober desselben Jahres wurde er auf dem rechtsgelenkten britischen Markt eingeführt. Es war der erste komplett neue Polo seit dem MK2-Modell von 1981, obwohl dieses Modell 1990 ein großes Facelift erhalten hatte. Es war auch die erste Version des Polo, die sowohl mit fünf als auch mit drei Türen erhältlich war. Das anfängliche Angebot umfasste neue 1,0- und 1,6-Liter-Benzinmotoren; der 1,3-Liter-Motor wurde vom Vorgängermodell übernommen, aber ein Jahr später zugunsten eines neuen 1,4-Liter-Motors eingestellt. 
Zur gleichen Zeit wurden ein 1,9-Liter-Diesel und ein Turbodiesel-Modell eingeführt. Die erstmalige Verfügbarkeit eines Diesel-Polo auf dem britischen Markt brachte ihn mit fast allen seinen Wettbewerbern gleichauf, während der Polo der letzte mainstream Supermini in Europa war, der mit fünf Türen erhältlich wurde – fünf Jahre nach der Einführung des fünftürigen Ford Fiesta und zwischen sieben und elf Jahre nach der Markteinführung der fünftürigen Superminis wie Opel Corsa, Fiat Uno, Nissan Micra und Peugeot 205.

### Polo III (6N, 1995–1997)
Die dritte Generation des Polo (intern als der Typ 6N bekannt) wurde im September 1994 vorgestellt und war völlig neu entwickelt. Der Polo III war der erste Polo, der fünftürig und dreitürig zur Verfügung stand. Für diesen Polo, den Golf III und den Seat Ibiza II nutzte Volkswagen eine Gleichteilstrategie. Eine Vielzahl von Komponenten und alle Aufhängungskomponenten waren unter den drei Modellen austauschbar. Obwohl das Armaturenbrett und eine Reihe von mechanischen Komponenten, einschließlich Motoren, mit dem Ibiza geteilt wurden, waren die Polo-Modelle äußerlich anders. Zu den drei- und fünftürigen Modellen mit Hecktür fügte Volkswagen 1995 die viertürige Limousine unter dem Namen „Polo Classic“, „Limousine“ oder „Derby“ und den fünftürigen Kombi „Polo Wagon“ oder „Variant“ hinzu. Sie wurden intern von VW als Typ 6KV bezeichnet und teilten Karosserieteile mit dem SEAT-Modell.
Der Polo war anfangs weder mit Airbags noch Gurtkraftbegrenzern ausgestattet. Im Euro-NCAP-Crashtest erhielt er 1997 drei von fünf möglichen Sternen bei der Bewertung der Insassensicherheit. Der Test des verbesserten Modells mit Fahrer- und Beifahrerairbag sowie Gurtkraftbegrenzern im Jahr 2000 ergab eine Wertung von vier Sternen.

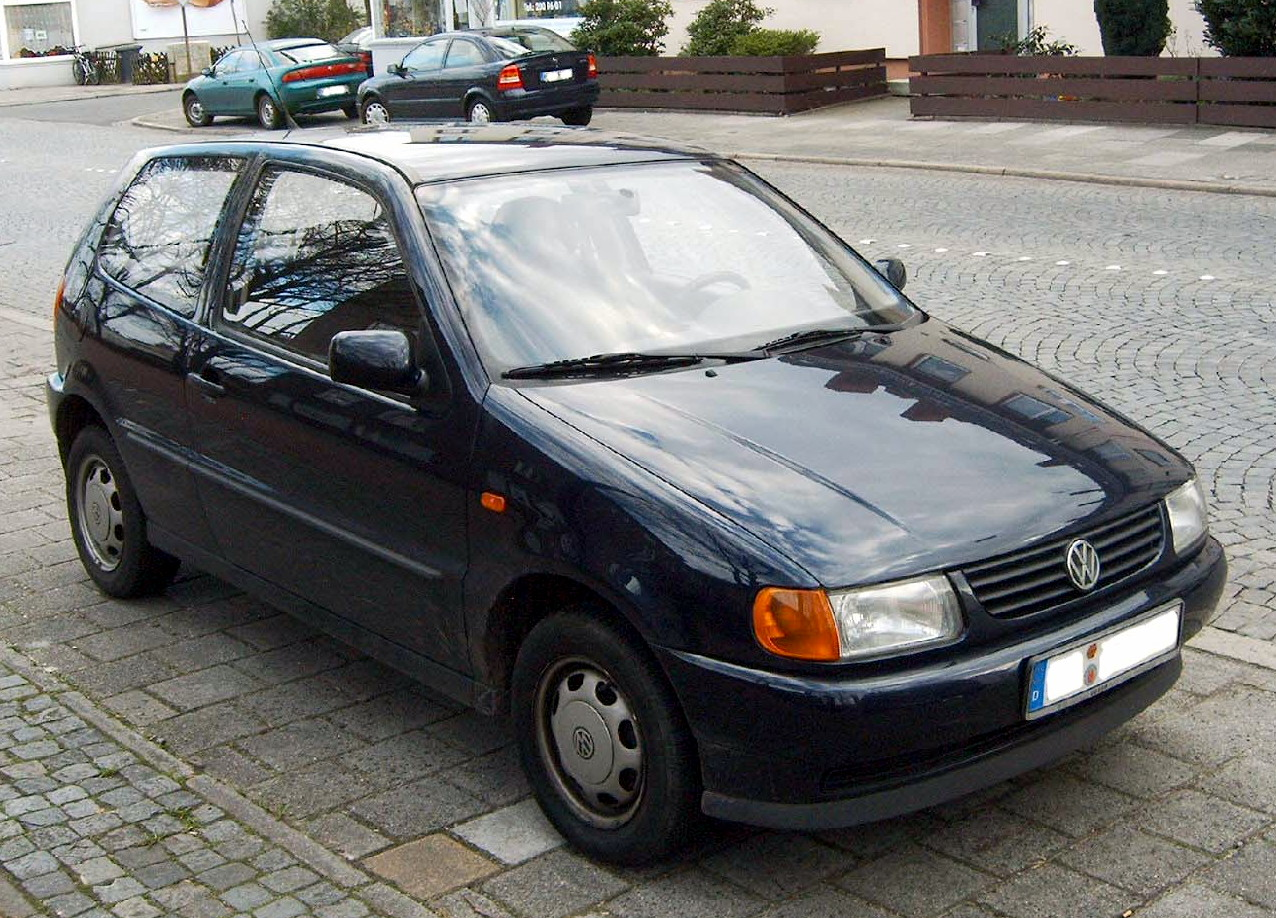
3-Türer
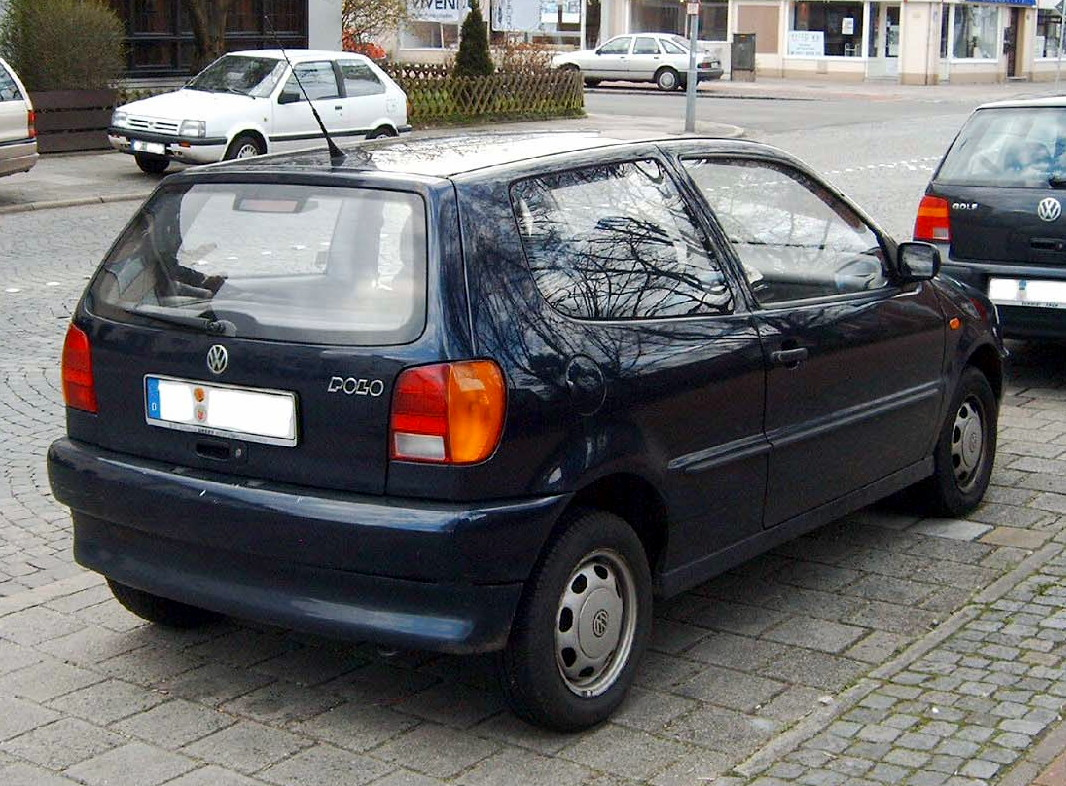
Heckansicht
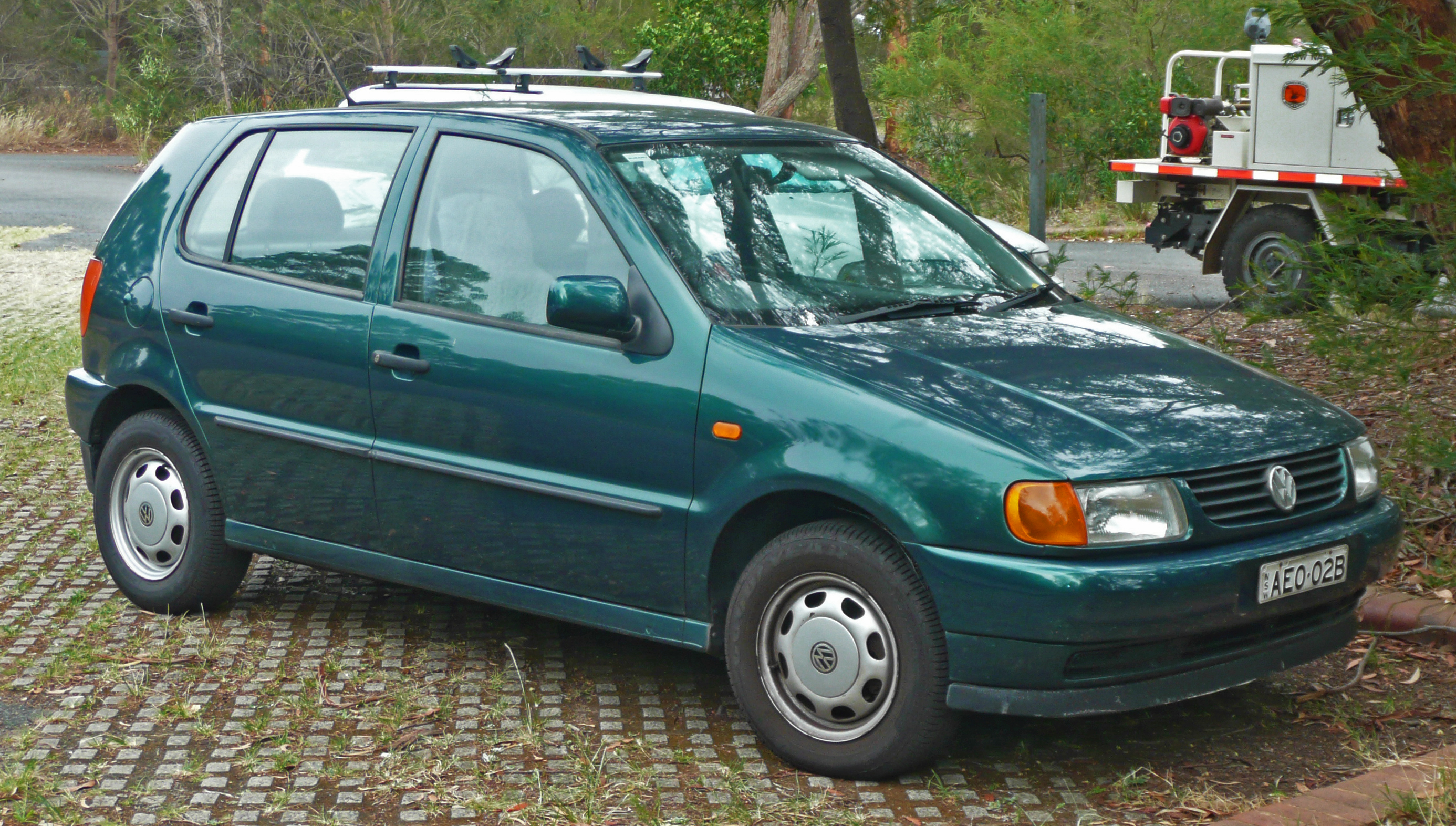
5-Türer
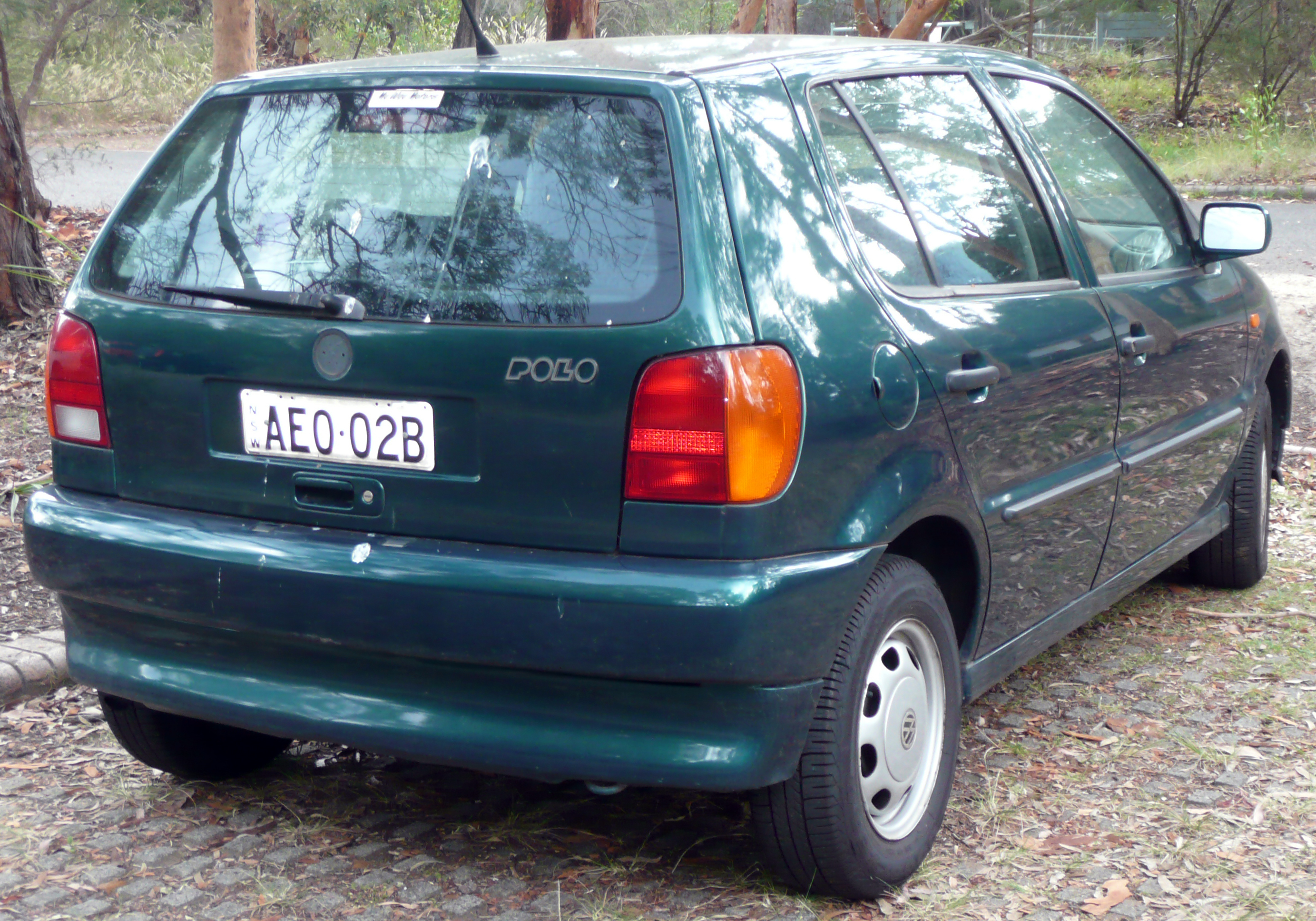
5-Türer Heckansicht
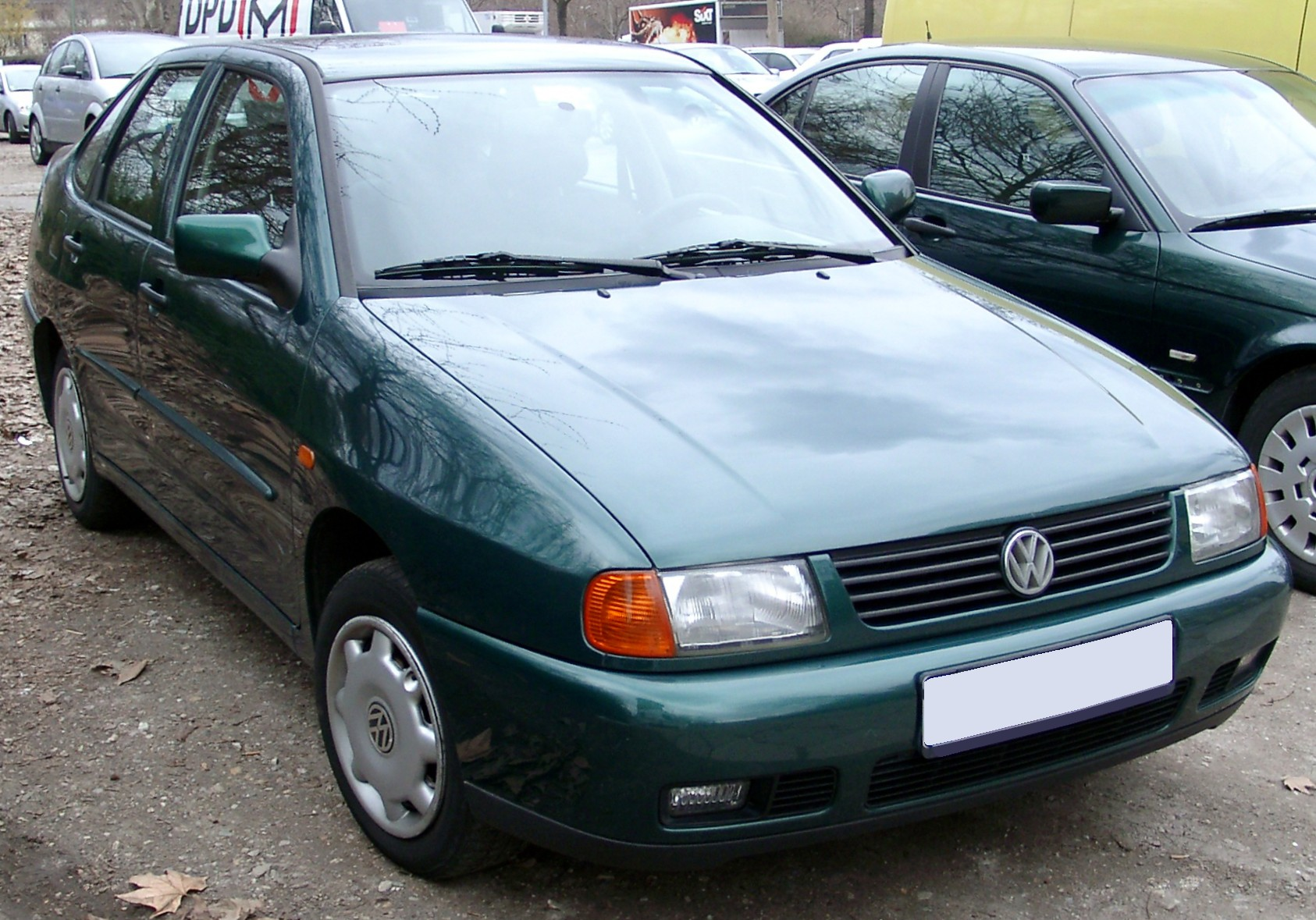
VW Polo Classic (1995–1999)
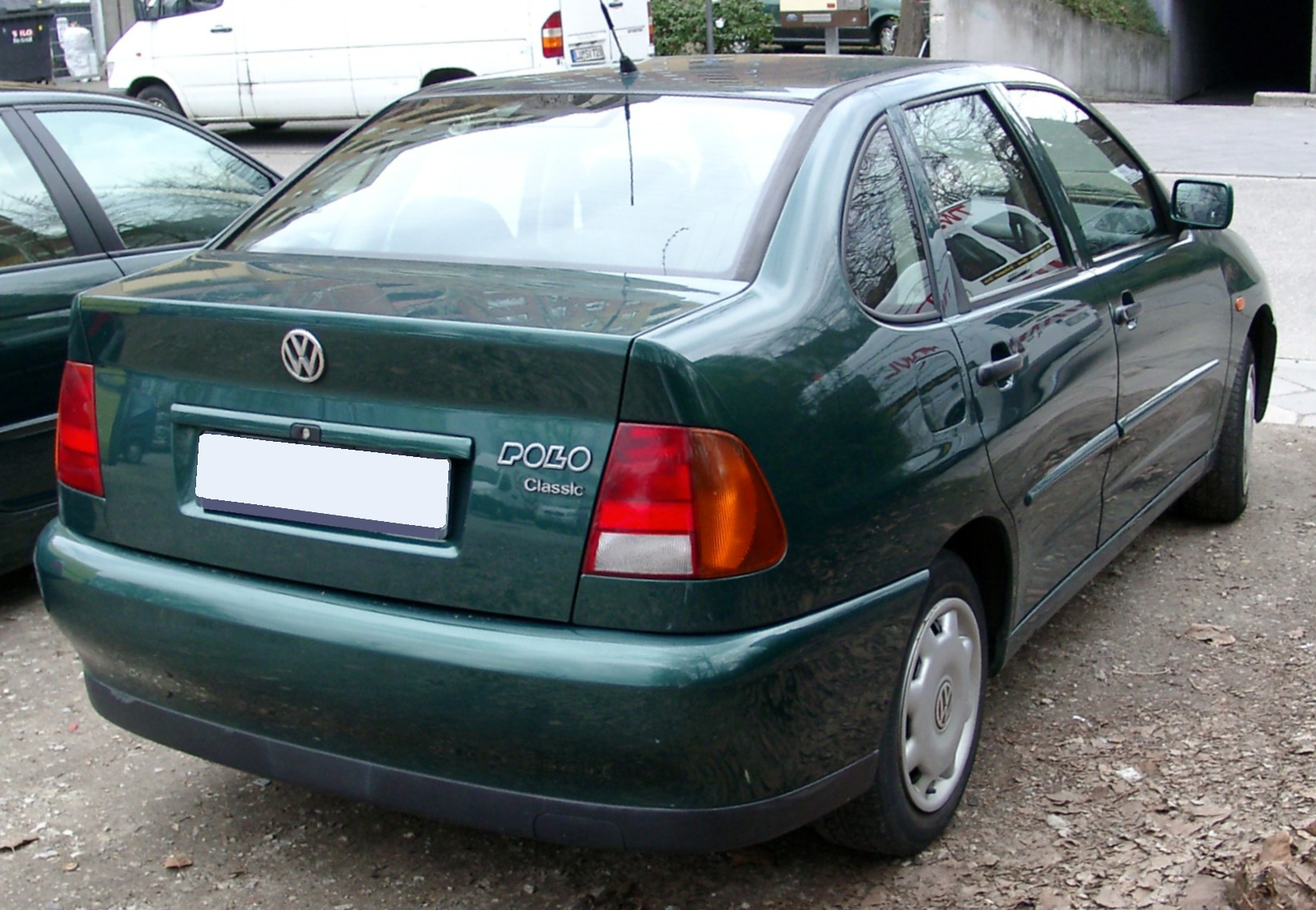
VW Polo Classic (1995–1999)
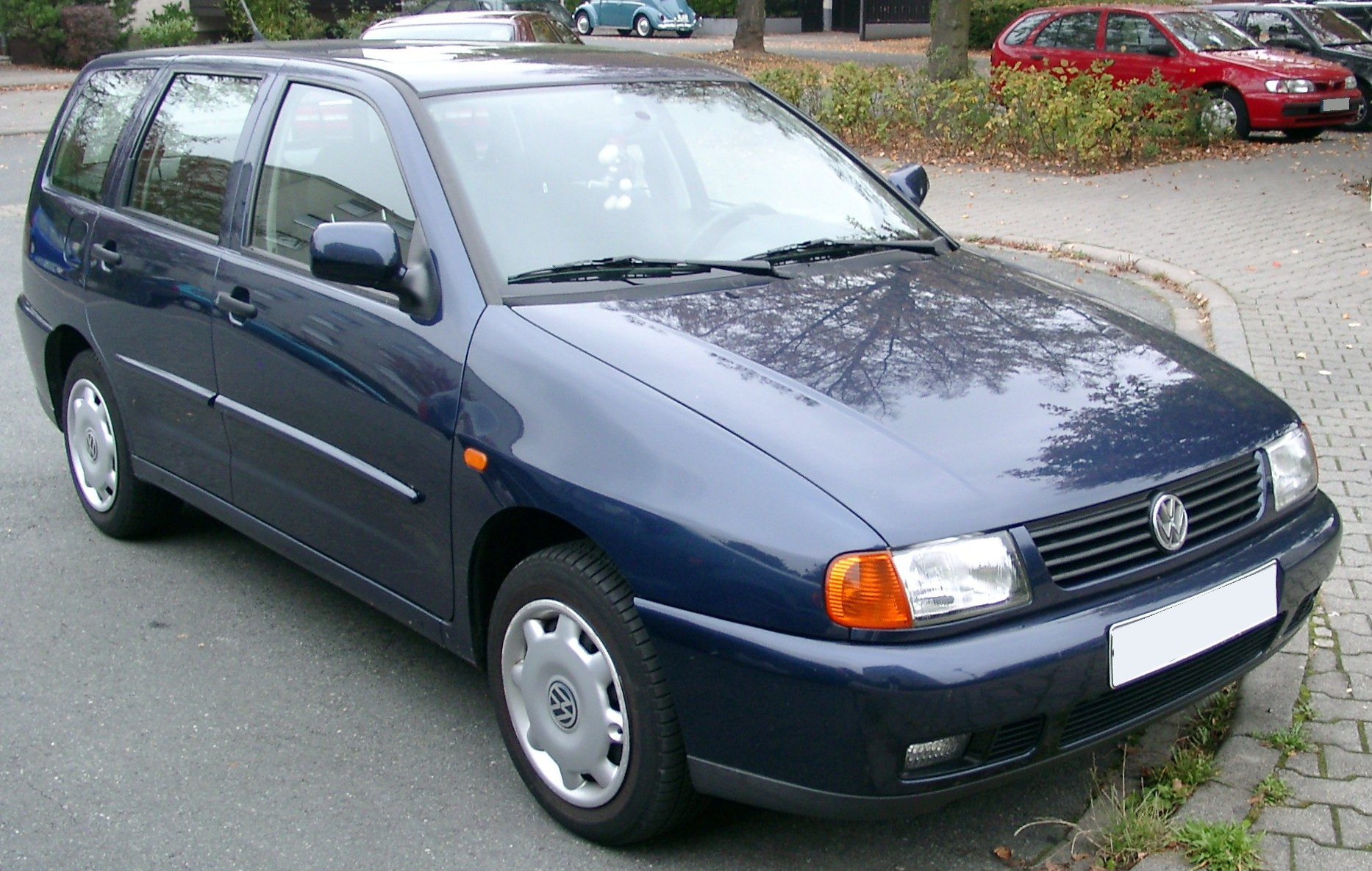
VW Polo Variant (1997–1999)
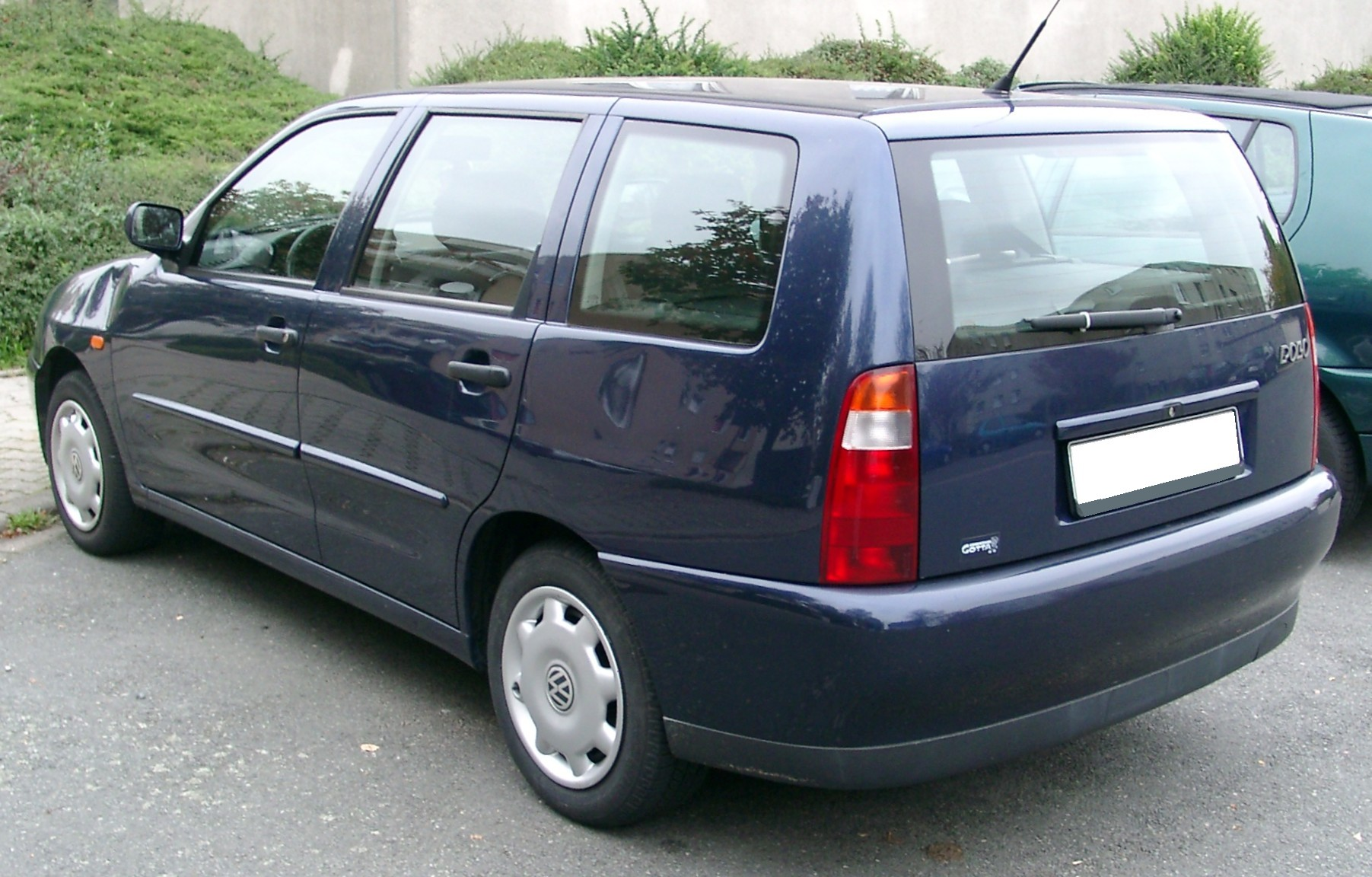
VW Polo Variant (1997–1999)

### Ausstattung
Die verfügbare (Zusatz-)Ausstattung enthielt unter anderem:
- Airbags für Fahrer und Beifahrer
- Antiblockiersystem (ab 1994, Serie in Deutschland ab Ende 1996)
- Servolenkung
- Zentralverriegelung (Paket Auf und Zu)
- elektrische Fensterheber (Paket Auf und Zu)
- Nebelscheinwerfer (Paket Licht und Sicht)
- beheizbare und elektrisch verstellbare Außenspiegel (Paket Licht und Sicht)
- beheizbare Scheibenwaschdüsen (Paket Licht und Sicht)
- teilbare Rückbank 70/30
- Kopfstützen hinten
- Pollenfilter
- diverse Radioanlagen („alpha“ mit zwei Lautsprechern, „beta“ mit vier Lautsprechern)
- Aluräder, anfangs in 13″, später in 14″ und 15″
- Stylingpaket, erkennbar durch einteilige Stoßfänger, sowie abgedunkelte Heckleuchten und weiße Blinker vorn (Serie beim GTI)
- Sitzheizung
- Glasschiebedach manuell
- Klimaanlage manuell
- Color-Verglasung
- vier Türen
- Metallic- oder Perleffekt-Lacke
- dritte Bremsleuchte
- elektrisches Faltdach (Open Air)
- Colour-Concept-Ausstattung

### Polo Harlekin und Lieferfahrzeuge

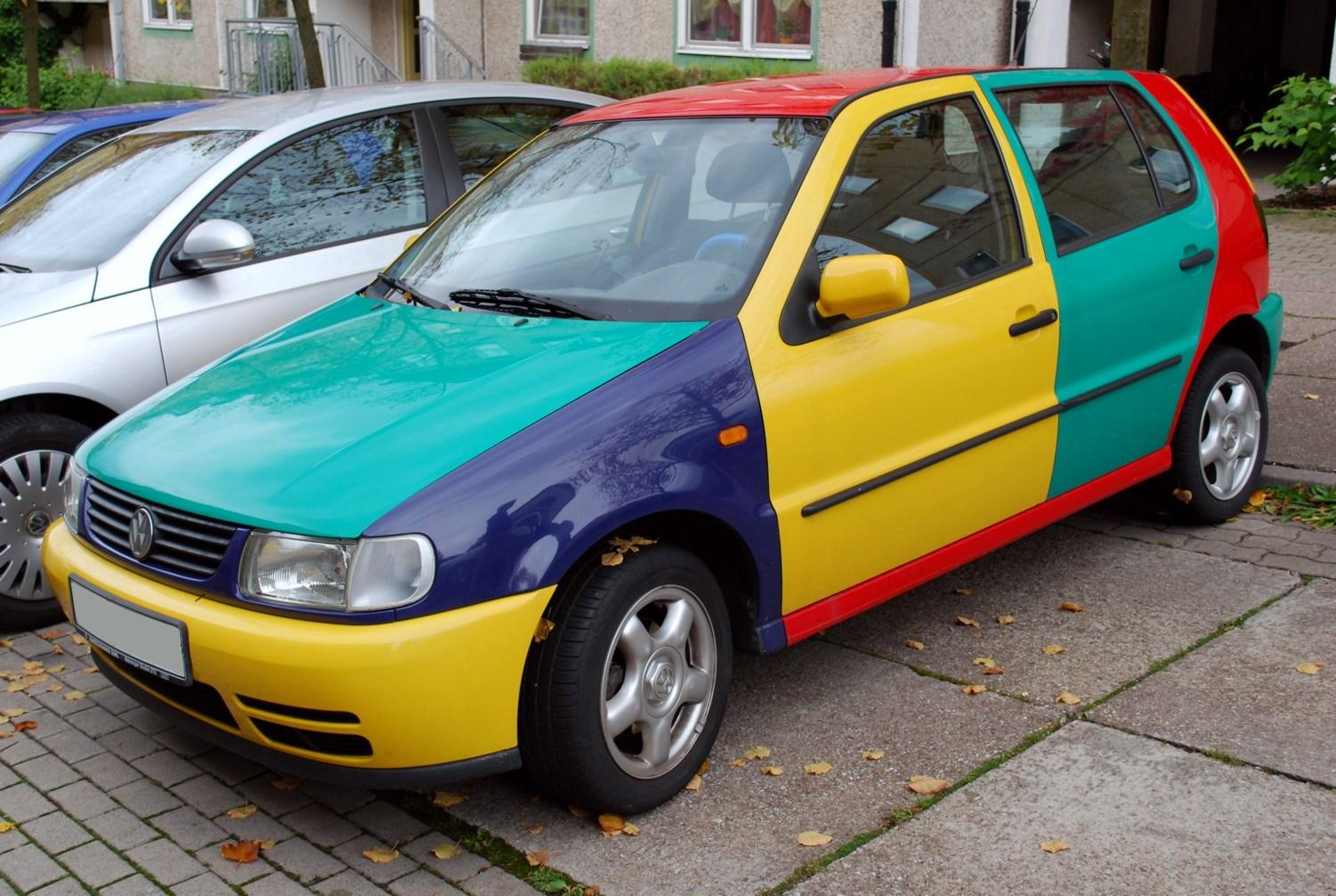
VW Polo Harlekin

Besonders bekannt geworden ist er als vierfarbiges Modell Harlekin – ursprünglich nur mit 20 Fahrzeugen (Ur-Harlekin) für Werbezwecke als Symbol für das Baukastenprinzip der Ausstattungsmodule gebaut. Aufgrund der Nachfrage nach dem bunten Polo wurde die Modellvariante realisiert. Angeblich wurden in der Zeit von 1995 bis Anfang 1997 nur 3806 Fahrzeuge ausgeliefert. Es gab den Polo Harlekin in vier verschiedenen Farbkombinationen, die sich der Kunde bei der Bestellung nicht aussuchen konnte. Die Farbgestaltung war nach einem festen Muster vorgegeben, wobei niemals zwei Flächen gleicher Farbe nebeneinanderliegen durften.
Als Lieferwagen-Modell für die Deutsche Post AG wurde der Polo 6N ohne Beifahrersitz und Rückbank mit dem 1,9-Liter-Dieselmotor (47 kW/64 PS) ausgerüstet. Diese wurden steuersparend als Lkw besteuert. Modellbezeichnung 6NF, die fälschlicherweise oft für das Facelift verwendet wird. Ab ca. 1997 wurde der 6NF mit einem 1,7-Liter-SDI-Motor mit 44 kW/60 PS ausgerüstet, teilweise mit Beifahrer-Airbag anstelle des zusätzlichen Ablagefachs.
Weiteres
- Als Polo Classic mit Stufenheck (Typ 6KV), identisch mit Seat Cordoba, Stufenheckversion des Seat Ibiza, im Gegensatz zu diesem allerdings nur vier- und nicht zweitürig lieferbar
- Bei Polo Variant/Classic: Identische Konzernplattform mit Seat Ibiza II
- Der Seat Ibiza II wurde in Südafrika als Polo Playa verkauft.
- Als Caddy (Kastenwagen), identisch mit Seat Inca.
- Erstmals auch als Fünftürer und Kombi (Polo Variant Typ 6KV5, identisch mit dem Seat Cordoba Vario)
- Seit dem Polo 6N kann sich nicht nur der Golf GTI nennen, erstmals gab es in einer limitierten Version auch einen Volkswagen Polo GTI. Die Version ist das bis dahin stärkste Polomodell des Volkswagenkonzerns. Eine auf 3000 Autos limitierte Sonderversion des 6N GTI wurde mit einem 1,6-Liter-16V-Motor mit 88 kW (120 PS) ausgerüstet. Des Weiteren hatte er ab Werk 15-Zoll-Alufelgen im BBS-RS2-Design und sprintete auf 100 km/h in 9,1 Sekunden.
- Die Plattformen von Seat Arosa und VW Lupo (Typ 6X) basieren auf einer gekürzten Version des Polo 6N, außerdem wurden viele Komponenten übernommen.
- Der Polo Open Air wurde mit einem elektrisch betriebenen Sonnendach gebaut.
- Der Polo Classic wird noch im argentinischen Werk Pacheco gebaut, seit 2005 mit kleinen ästhetischen Änderungen. Zusammen mit dem Caddy sollte er bis September 2008 gebaut werden. Er wird auch in Mexiko angeboten – unter dem klassischen Namen VW Derby.
- Der Polo 6N Colour Concept (in den Wagenfarben jazzblue, flash-rot, yellow, salsa-green oder black-magic) war eine aufpreispflichtige Sonderausstattung, erhältlich mit 44 kW (60 PS), 55 kW (75 PS) oder 74 kW (100 PS). Unter anderem erhielt dieses Fahrzeug Recaro-Ledersitze und eine Lederausstattung in Schwarz/Wagenfarbe. Erhältlich war der Colour Concept auch als OpenAir.

### Polo III (6N1, 1997–1999)
Mitte 1997 wurde die Modellreihe 6N1 für das Modelljahr 1998 technisch überarbeitet, dabei wurden viele kleinere wie auch größere Änderungen vorgenommen. Hauptmerkmal dieser Überarbeitung ist die komplett geänderte Elektrik (die alte Elektrik bis 1997 basiert auf der Golf-III-Plattform, die neue Zentralelektrik entstammt dem Lupo) sowie das vom Material her geänderte, allerdings äußerlich fast gleiche, Armaturenbrett mit einer neuen Tachogeneration. Unterscheiden kann man sie folgendermaßen:
Die alte Version hat wie der Golf III in der Mitte zwei große runde Anzeigen: links die Geschwindigkeit und rechts die Drehzahl. Darunter befindet sich ein Feld für die einreihig angeordneten Warnleuchten. Außerhalb befinden sich unten zwei kleine runde Anzeigen: links die Motortemperatur und rechts die Tankanzeige.
Die neue Version hat wie der Golf IV in der Mitte ein rechteckiges Feld für die mehrreihig angeordneten Warnleuchten. Darüber befinden sich zwei kleine runde Anzeigen, links für die Motortemperatur und rechts für die Tankanzeige. Außerhalb gibt es zwei große runde Anzeigen, links für die Drehzahl und rechts für die Geschwindigkeit. Des Weiteren werden sowohl die Anzeigen als auch die Zeiger mittels Durchleuchttechnik beleuchtet.
Am leichtesten sind die Versionen äußerlich an dem Kofferraumverschluss zu unterscheiden. Bei der älteren Version ist das Schlüsselloch vertikal verschlossen, beim Facelift horizontal, außerdem ist an der Dachkante des Kofferraumdeckels ein kleiner Spoiler oder auch eine Wölbung eingefasst. Der Schlüssel bis einschließlich Modelljahr 1997 hat (wie beim Golf III) Außenbahnprofil, ab Modelljahr 1998 (wie beim Golf IV) Innenbahnprofil. Die Rückleuchten sind bei der neuen Version dunkler als beim alten Polo.
Im Spätsommer 1999 wurde die Modellreihe 6N1 für das Modelljahr 2000 optisch komplett überarbeitet und technisch weiterentwickelt. Die Bezeichnung lautete nun 6N2 oder 6N Facelift.

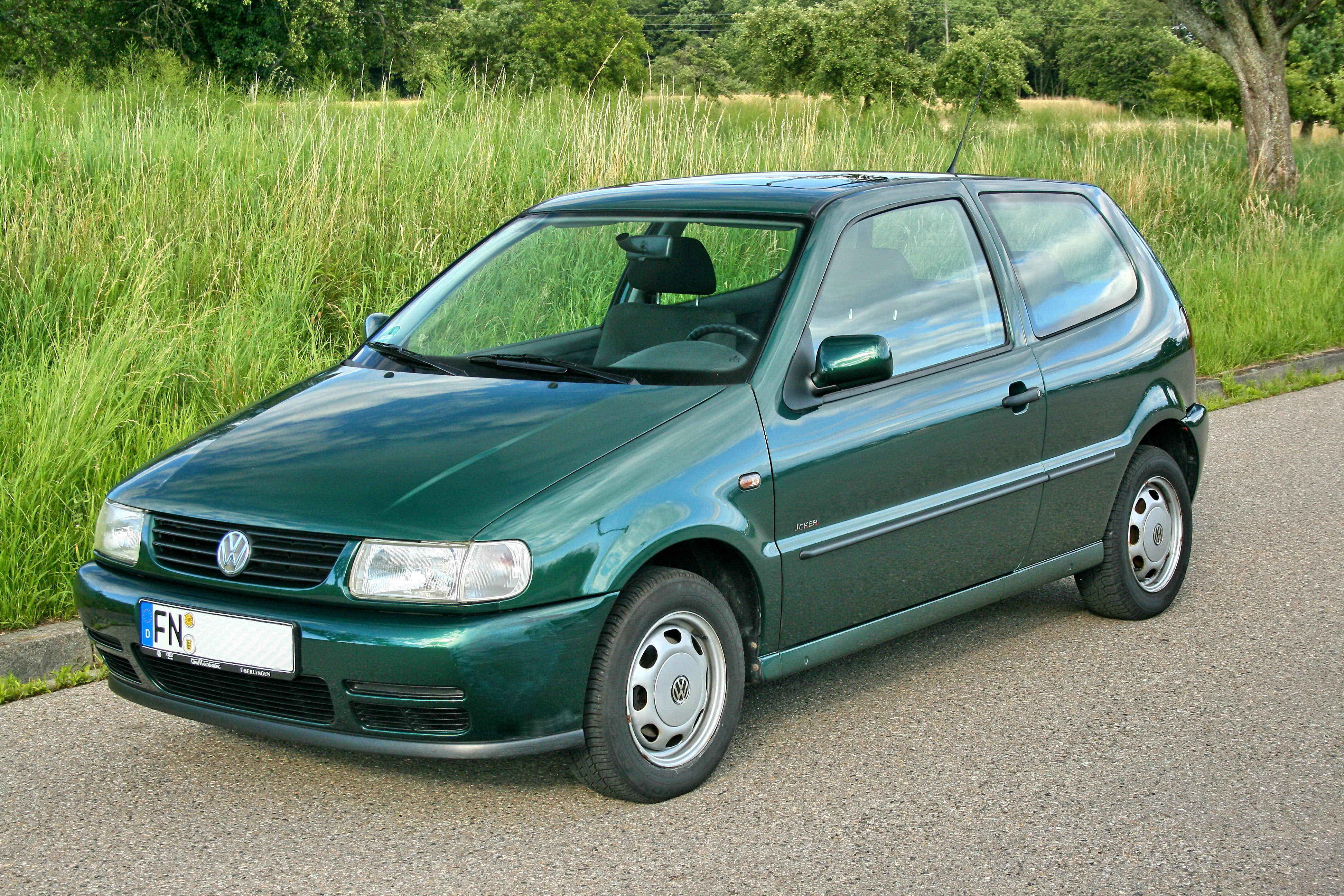
VW Polo (1997–1999)
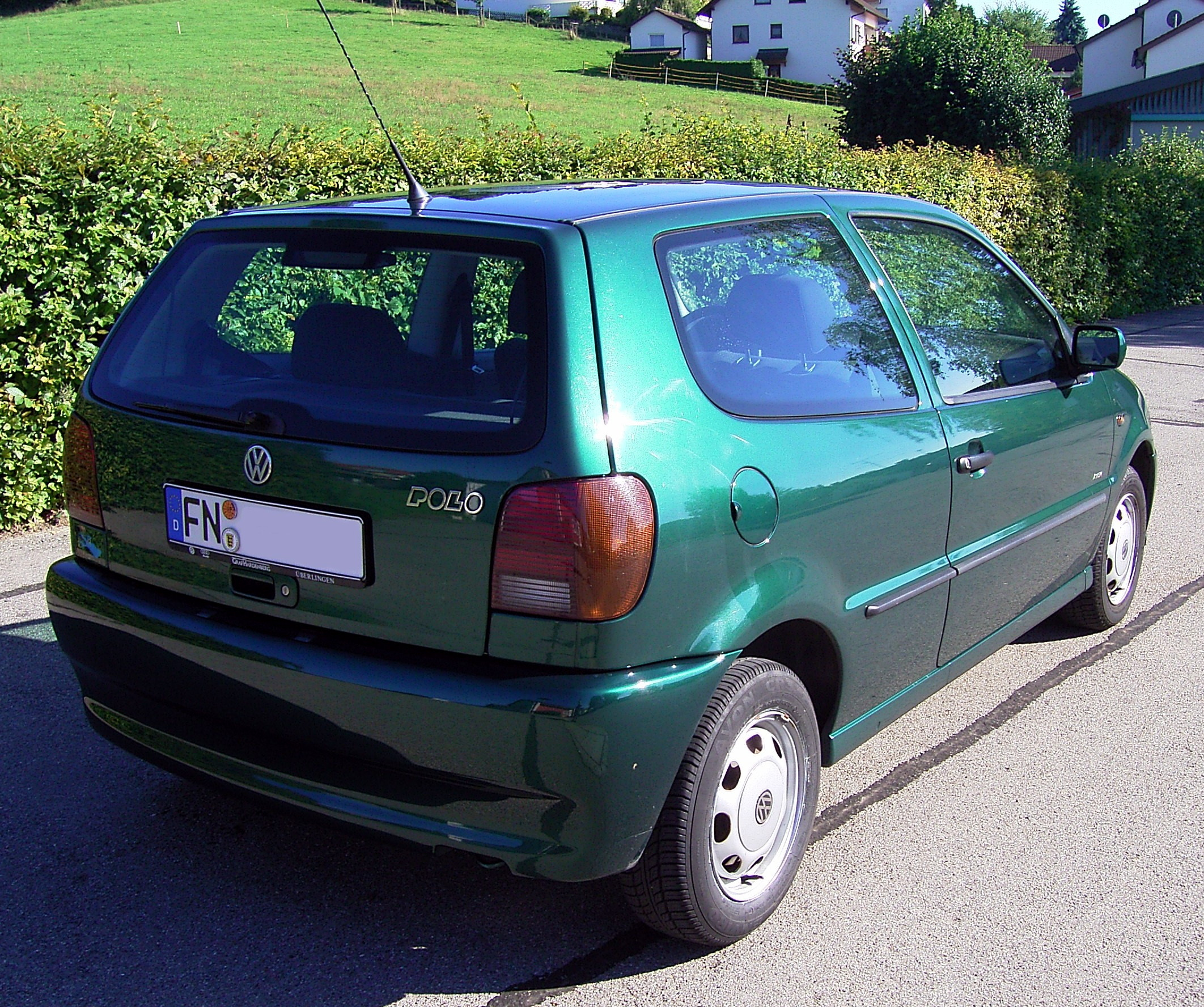
Heckansicht

#### Technische Daten

##### Ottomotoren
|                                             | 1.0                   | 1.05                  | 1.3                   | 1.4 (1)                        | 1.4                            | 1.4 16V               | 1.6                   | 1.6                   | 1.6                              | 1.6                          | 1.6 GTI               | 1.8 (2)                      |   |
| Bauzeitraum                                 | 09/1996–09/1999       | 09/1994–07/1996       | 09/1994–07/1995       | 08/1995–09/1999                | 08/1995–09/1999                | 05/1996–09/1999       | 11/1995–09/1997       | 09/1994–07/1995       | 08/1995–09/1999                  | 11/1995–09/1999              | 03/1998–09/1999       | 01/1997–09/1999              |   |
| Motorkenndaten                              |                       |                       |                       |                                |                                |                       |                       |                       |                                  |                              |                       |                              |   |
| Motortyp                                    | R4-Ottomotor          | R4-Ottomotor          | R4-Ottomotor          | R4-Ottomotor                   | R4-Ottomotor                   | R4-Ottomotor          | R4-Ottomotor          | R4-Ottomotor          | R4-Ottomotor                     | R4-Ottomotor                 | R4-Ottomotor          | R4-Ottomotor                 |   |
| Anzahl Ventile pro Zylinder                 | 2                     | 2                     | 2                     | 2                              | 2                              | 4                     | 2                     | 2                     | 2                                | 2                            | 4                     | 2                            |   |
| Ventilsteuerung                             | OHC, Zahnriemen       | OHC, Zahnriemen       | OHC, Zahnriemen       | OHC, Zahnriemen                | OHC, Zahnriemen                | DOHC, Zahnriemen      | OHC, Zahnriemen       | OHC, Zahnriemen       | OHC, Zahnriemen                  | OHC, Zahnriemen              | DOHC, Zahnriemen      | OHC, Zahnriemen              |   |
| Gemischaufbereitung                         | Saugrohreinspritzung  | Zentraleinspritzung   | Zentraleinspritzung   | Saugrohreinspritzung           | Saugrohreinspritzung           | Saugrohreinspritzung  | Zentraleinspritzung   | Zentraleinspritzung   | Saugrohreinspritzung             | Saugrohreinspritzung         | Saugrohreinspritzung  | Zentral- einspritzung        |   |
| Motoraufladung                              | –                     | –                     | –                     | –                              | –                              | –                     | –                     | –                     | –                                | –                            | –                     | –                            |   |
| Kühlung                                     | Wasserkühlung         | Wasserkühlung         | Wasserkühlung         | Wasserkühlung                  | Wasserkühlung                  | Wasserkühlung         | Wasserkühlung         | Wasserkühlung         | Wasserkühlung                    | Wasserkühlung                | Wasserkühlung         | Wasserkühlung                |   |
| Motorkennbuchstaben                         | ALL, ALD, AER         | AEV                   | ADX                   | ANX                            | AEX, AKV, APQ                  | AFH                   | 1F                    | AEA                   | AEE                              | AFT                          | AJV                   | ADD, ADZ                     |   |
| Bohrung × Hub                               | 67,1 mm × 70,6 mm     | 75,0 mm × 59,0 mm     | 76,5 mm × 70,6 mm     | 76,5 mm × 75,6 mm              | 76,5 mm × 75,6 mm              | 76,5 mm × 75,6 mm     | 81,0 mm × 77,4 mm     | 76,5 mm × 86,9 mm     | 76,5 mm × 86,9 mm                | 81,0 mm × 77,4 mm            | 76,5 mm × 86,9 mm     | 81,0 mm × 86,4 mm            |   |
| Hubraum                                     | 999 cm³               | 1043 cm³              | 1296 cm³              | 1390 cm³                       | 1390 cm³                       | 1390 cm³              | 1595 cm³              | 1598 cm³              | 1598 cm³                         | 1595 cm³                     | 1598 cm³              | 1781 cm³                     |   |
| Verdichtungsverhältnis                      | 10,5:1                | 10,0:1                | 10,0:1                | 10,2:1                         | 10,2:1                         | 10,5:1                | 9,0:1                 | 10,0:1                | 9,8:1                            | 10,5:1                       | 10,6:1                | 10,0:1                       |   |
| max. Leistung bei min−1                     | 37 kW (50 PS) /5000   | 33 kW (45 PS) /5200   | 40 kW (55 PS) /5200   | 40 kW (55 PS) /4700            | 44 kW (60 PS) /4700            | 74 kW (100 PS) /6000  | 55 kW (75 PS) /5500   | 55 kW (75 PS) /5200   | 55 kW (75 PS) /4800              | 74 kW (100 PS) /5800         | 88 kW (120 PS) /6200  | 66 kW (90 PS) /5500          |   |
| max. Drehmoment bei min−1                   | 86 Nm /3000–3600      | 76 Nm /2800–3200      | 100 Nm /2800–3400     | 116 Nm /3000                   | 116 Nm /2800–3200              | 128 Nm /4400          | 125 Nm /2800          | 128 Nm /2800–3400     | 135 Nm /2800–3600                | 140 Nm /3500                 | 148 Nm /3400          | 145 Nm /2700–2900            |   |
| Kraftübertragung                            |                       |                       |                       |                                |                                |                       |                       |                       |                                  |                              |                       |                              |   |
| Antrieb                                     | Vorderradantrieb      | Vorderradantrieb      | Vorderradantrieb      | Vorderradantrieb               | Vorderradantrieb               | Vorderradantrieb      | Vorderradantrieb      | Vorderradantrieb      | Vorderradantrieb                 | Vorderradantrieb             | Vorderradantrieb      | Vorderradantrieb             |   |
| Getriebe, serienmäßig                       | 5-Gang-Schaltgetriebe | 5-Gang-Schaltgetriebe | 5-Gang-Schaltgetriebe | 5-Gang-Schaltgetriebe          | 5-Gang-Schaltgetriebe          | 5-Gang-Schaltgetriebe | 5-Gang-Schaltgetriebe | 5-Gang-Schaltgetriebe | 5-Gang-Schaltgetriebe            | 5-Gang-Schaltgetriebe        | 5-Gang-Schaltgetriebe | 5-Gang-Schaltgetriebe        |   |
| Getriebe, optional                          | –                     | –                     | –                     | 4-Stufen-Automatikgetriebe (3) | 4-Stufen-Automatikgetriebe (3) | –                     | –                     | –                     | 4-Stufen-Automatik- getriebe (3) | 4-Stufen-Automatik- getriebe | –                     | 4-Stufen-Automatik- getriebe |   |
| Messwerte (Steilheck) (4)                   |                       |                       |                       |                                |                                |                       |                       |                       |                                  |                              |                       |                              |   |
| Höchstgeschwindigkeit                       | 151 km/h              | 145 km/h              | 156 km/h              | 156 km/h (150 km/h)            | 160 km/h (155 km/h)            | 188 km/h              | –                     | 172 km/h              | 172 km/h (167 km/h)              | –                            | 200 km/h              | –                            |   |
| Beschleunigung, 0–100 km/h                  | 18,5 s                | 21,4 s                | 16,3 s                | 16,4 s (18,7 s)                | 14,9 s (17,0 s)                | 10,5 s                | –                     | 12,5 s (5)            | 12,2 s (14,5 s)                  | –                            | 9,1 s                 | –                            |   |
| Kraftstoffverbrauch auf 100 km (kombiniert) | 5,9 l S               | 7,0 l S               | 6,5 l S               | 6,3 l S (7,8 l S)              | 6,3 l S (7,8 l S)              | 6,9 l SP              | –                     | 7,0 l S               | 6,9 l S (8,6 l S)                | –                            | 7,1 l SP              | –                            |   |
| CO2-Emissionen (kombiniert)                 | 142 g/km              | 172 g/km              | k. A.                 | 151 g/km (187 g/km)            | 151 g/km (187 g/km)            | 166 g/km              | –                     | k. A.                 | 166 g/km (206 g/km)              | –                            | 170 g/km              | –                            |   |
| Messwerte (Classic) (4)                     |                       |                       |                       |                                |                                |                       |                       |                       |                                  |                              |                       |                              |   |
| Höchstgeschwindigkeit                       | –                     | –                     | –                     | –                              | 157 km/h                       | –                     | 170 km/h              | –                     | 170 km/h                         | 188 km/h (185 km/h)          | –                     | 180 km/h (173 km/h)          |   |
| Beschleunigung, 0–100 km/h                  | –                     | –                     | –                     | –                              | 16,0 s                         | –                     | 12,1 s                | –                     | 13,3 s                           | 10,9 s (13,0 s)              | –                     | 11,9 s (14,2 s)              |   |
| Kraftstoffverbrauch auf 100 km (kombiniert) | –                     | –                     | –                     | –                              | 6,7 l S                        | –                     | 7,4 l N               | –                     | 7,2 l S                          | 7,8 l S (9,0 l S)            | –                     | 7,9 l S (9,2 l S)            |   |
| CO2-Emissionen (kombiniert)                 | –                     | –                     | –                     | –                              | 161 g/km                       | –                     | 182 g/km              | –                     | 173 g/km                         | 187 g/km (218 g/km)          | –                     | 190 g/km (221 g/km)          |   |
| Messwerte (Variant) (4)                     |                       |                       |                       |                                |                                |                       |                       |                       |                                  |                              |                       |                              |   |
| Höchstgeschwindigkeit                       | –                     | –                     | –                     | –                              | 155 km/h                       | –                     | –                     | –                     | 167 km/h                         | 186 km/h (183 km/h)          | –                     | –                            |   |
| Beschleunigung, 0–100 km/h                  | –                     | –                     | –                     | –                              | 16,0 s                         | –                     | –                     | –                     | 13,3 s                           | 10,9 s (13,0 s)              | –                     | –                            |   |
| Kraftstoffverbrauch auf 100 km (kombiniert) | –                     | –                     | –                     | –                              | 6,8 l S                        | –                     | –                     | –                     | 7,2 l S                          | 7,9 l S (9,1 l S)            | –                     | –                            | – |
| CO2-Emissionen (kombiniert)                 | –                     | –                     | –                     | –                              | 163 g/km                       | –                     | –                     | –                     | 173 g/km                         | 192 g/km (221 g/km)          | –                     | –                            |   |

- Die Verfügbarkeit der Motoren war von Modell, Ausstattung und Markt abhängig.

##### Dieselmotoren
|                                             | 1.7 SDI               | 1.7 SDI               | 1.9 D                      | 1.9 SDI               | 1.9 TDI                    | 1.9 TDI (1)                |
| Bauzeitraum                                 | 04/1997–10/1997       | 08/1997–09/1999       | 11/1995–09/1999            | 11/1995–09/1999       | 01/1997–09/1999            | 06/1998–09/1999            |
| Motorkenndaten                              |                       |                       |                            |                       |                            |                            |
| Motortyp                                    | R4-Dieselmotor        | R4-Dieselmotor        | R4-Dieselmotor             | R4-Dieselmotor        | R4-Dieselmotor             | R4-Dieselmotor             |
| Anzahl Ventile pro Zylinder                 | 2                     | 2                     | 2                          | 2                     | 2                          | 2                          |
| Ventilsteuerung                             | OHC, Zahnriemen       | OHC, Zahnriemen       | OHC, Zahnriemen            | OHC, Zahnriemen       | OHC, Zahnriemen            | OHC, Zahnriemen            |
| Gemischaufbereitung                         | Direkteinspritzung    | Direkteinspritzung    | Wirbelkammer- einspritzung | Direkteinspritzung    | Direkteinspritzung         | Direkteinspritzung         |
| Motoraufladung                              | –                     | –                     | –                          | –                     | Turbolader, Ladeluftkühler | Turbolader, Ladeluftkühler |
| Kühlung                                     | Wasserkühlung         | Wasserkühlung         | Wasserkühlung              | Wasserkühlung         | Wasserkühlung              | Wasserkühlung              |
| Motorkennbuchstaben                         | AHG                   | AKU                   | AEF                        | AEY, AGD              | AHU, ALE                   | AFN                        |
| Bohrung × Hub                               | 79,5 mm × 86,4 mm     | 79,5 mm × 86,4 mm     | 79,5 mm × 95,5 mm          | 79,5 mm × 95,5 mm     | 79,5 mm × 95,5 mm          | 79,5 mm × 95,5 mm          |
| Hubraum                                     | 1716 cm³              | 1716 cm³              | 1896 cm³                   | 1896 cm³              | 1896 cm³                   | 1896 cm³                   |
| Verdichtungsverhältnis                      | 19,5:1                | 19,5:1                | 22,5:1                     | 19,5:1                | 19,5:1                     | 19,5:1                     |
| max. Leistung bei min−1                     | 42 kW (57 PS) /4200   | 44 kW (60 PS) /4200   | 47 kW (64 PS) /4200        | 47 kW (64 PS) /4200   | 66 kW (90 PS) /4000        | 81 kW (110 PS) /4150       |
| max. Drehmoment bei min−1                   | 112 Nm /2200–2600     | 115 Nm /2200–3000     | 125 Nm /2000–3000          | 124 Nm /2200–2800     | 202 Nm /1900               | 235 Nm /1900               |
| Kraftübertragung                            |                       |                       |                            |                       |                            |                            |
| Antrieb                                     | Vorderradantrieb      | Vorderradantrieb      | Vorderradantrieb           | Vorderradantrieb      | Vorderradantrieb           | Vorderradantrieb           |
| Getriebe                                    | 5-Gang-Schaltgetriebe | 5-Gang-Schaltgetriebe | 5-Gang-Schaltgetriebe      | 5-Gang-Schaltgetriebe | 5-Gang-Schaltgetriebe      | 5-Gang-Schaltgetriebe      |
| Messwerte (Steilheck)                       |                       |                       |                            |                       |                            |                            |
| Höchstgeschwindigkeit                       | 155 km/h              | 155 km/h              | 160 km/h                   | 160 km/h              | –                          | –                          |
| Beschleunigung, 0–100 km/h                  | 17,7 s                | 17,7 s                | 15,8 s                     | 15,8 s                | –                          | –                          |
| Kraftstoffverbrauch auf 100 km (kombiniert) | 4,5 l D               | 4,5 l D               | 5,6 l D                    | 4,7 l D               | –                          | –                          |
| CO2-Emissionen (kombiniert)                 | k. A.                 | k. A.                 | 151 g/km                   | 127 g/km              | –                          | –                          |
| Messwerte (Classic)                         |                       |                       |                            |                       |                            |                            |
| Höchstgeschwindigkeit                       | –                     | 155 km/h              | –                          | 158 km/h              | 180 km/h                   | 193 km/h                   |
| Beschleunigung, 0–100 km/h                  | –                     | 18,1 s                | –                          | 16,9 s                | 12,5 s                     | 10,6 s                     |
| Kraftstoffverbrauch auf 100 km (kombiniert) | –                     | 4,9 l D               | –                          | 5,0 l D               | 4,9 l D                    | 4,9 l D                    |
| CO2-Emissionen (kombiniert)                 | –                     | 132 g/km              | –                          | 135 g/km              | 132 g/km                   | 132 g/km                   |
| Messwerte (Variant)                         |                       |                       |                            |                       |                            |                            |
| Höchstgeschwindigkeit                       | –                     | 152 km/h              | –                          | 155 km/h              | 176 km/h                   | 190 km/h                   |
| Beschleunigung, 0–100 km/h                  | –                     | 18,1 s                | –                          | 16,9 s                | 12,5 s                     | 10,6 s                     |
| Kraftstoffverbrauch auf 100 km (kombiniert) | –                     | 5,0 l D               | –                          | 5,1 l D               | 5,0 l D                    | k. A.                      |
| CO2-Emissionen (kombiniert)                 | –                     | 135 g/km              | –                          | 138 g/km              | 135 g/km                   | k. A.                      |

- Die Verfügbarkeit der Motoren war von Modell, Ausstattung und Markt abhängig.

### Polo III (6N2, 1999–2001)
| Sterne im Euro-NCAP-Crashtest: Polo 6N2 (2000) |

Von Oktober 1999 bis Oktober 2001:
- stärker ausgeprägter Kühlergrill und Klarglasscheinwerfer wie der Bora
- neu gestaltete Rückleuchten
- neues, moderneres Armaturenbrett aus dem Lupo gegenüber den 6N-Modellen
- ESP nun als Sonderausstattung wählbar.
- Verstärkungen im Karosserierohbau
- hinteres Nummernschild in die Heckstoßstange versetzt
- vollverzinkte Karosserie mit zwölfjähriger Garantie gegen Durchrostung
- neuer Polo-Schriftzug (wie 9N/9N3)
- 1,6-Liter-Benziner mit 55 kW (75 PS) aus dem Golf III durch gleichstarken 1,4-16V-Benziner aus Golf IV und Lupo ersetzt (im Classic und Variant erst ab Modelljahr 2001)
- Dieselmotorprogramm erweitert durch 1,4-Liter-Dreizylinder-TDI mit Pumpe-Düse-System und 55 kW (75 PS) aus dem Lupo
- auch hier gibt es wieder eine GTI-Version des Polos (erkennbar am wabenförmigen Grillmuster), diesmal mit 92 kW (125 PS) Motorleistung. Diese Version wurde nicht mehr in der Produktionsmenge limitiert. Besonderes Merkmal der Modellpflege GTI sind die Xenonscheinwerfer mit automatischer Leuchtweitenregulierung und Scheinwerferwaschanlage, die es nur beim GTI gab.

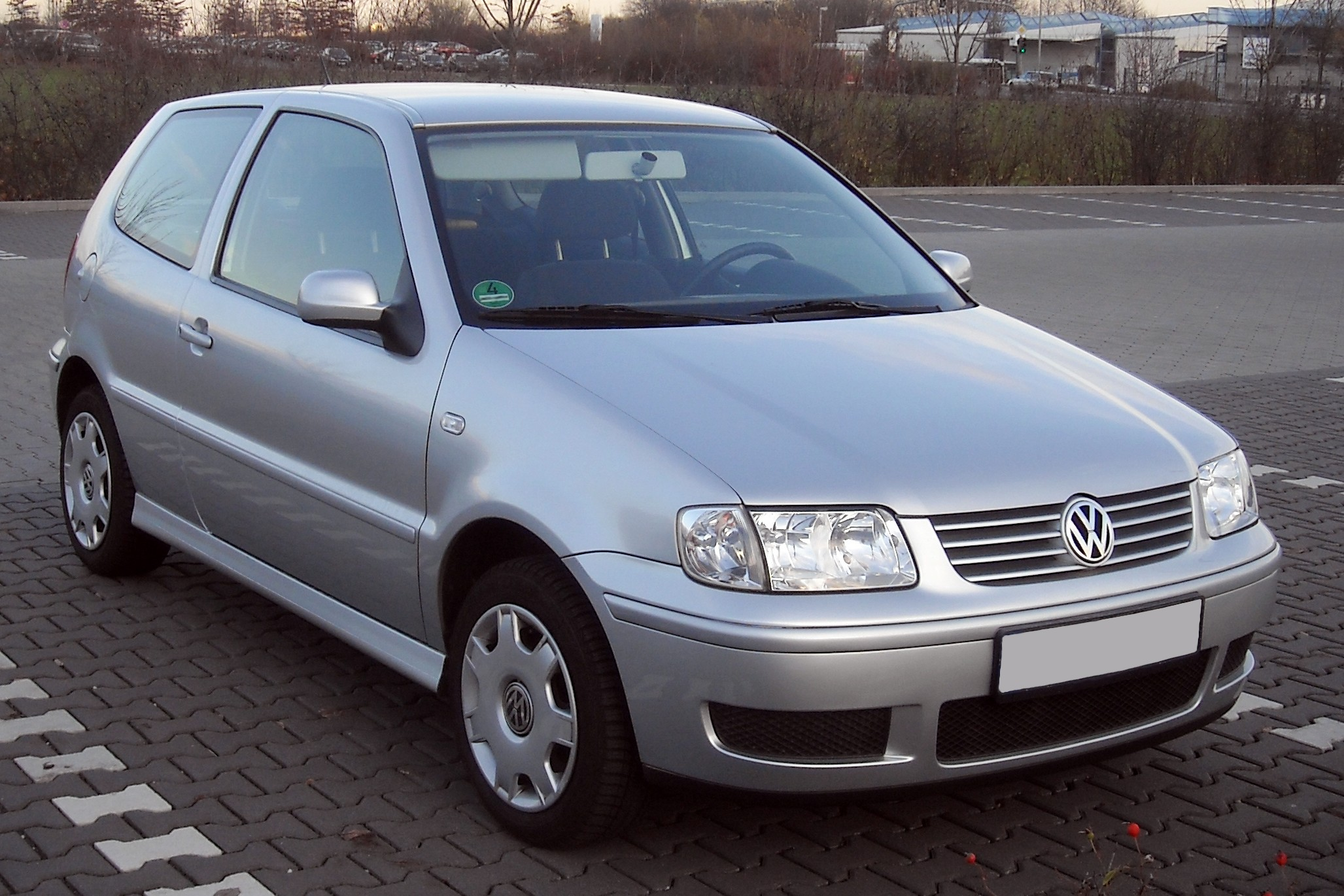
VW Polo (1999–2001)
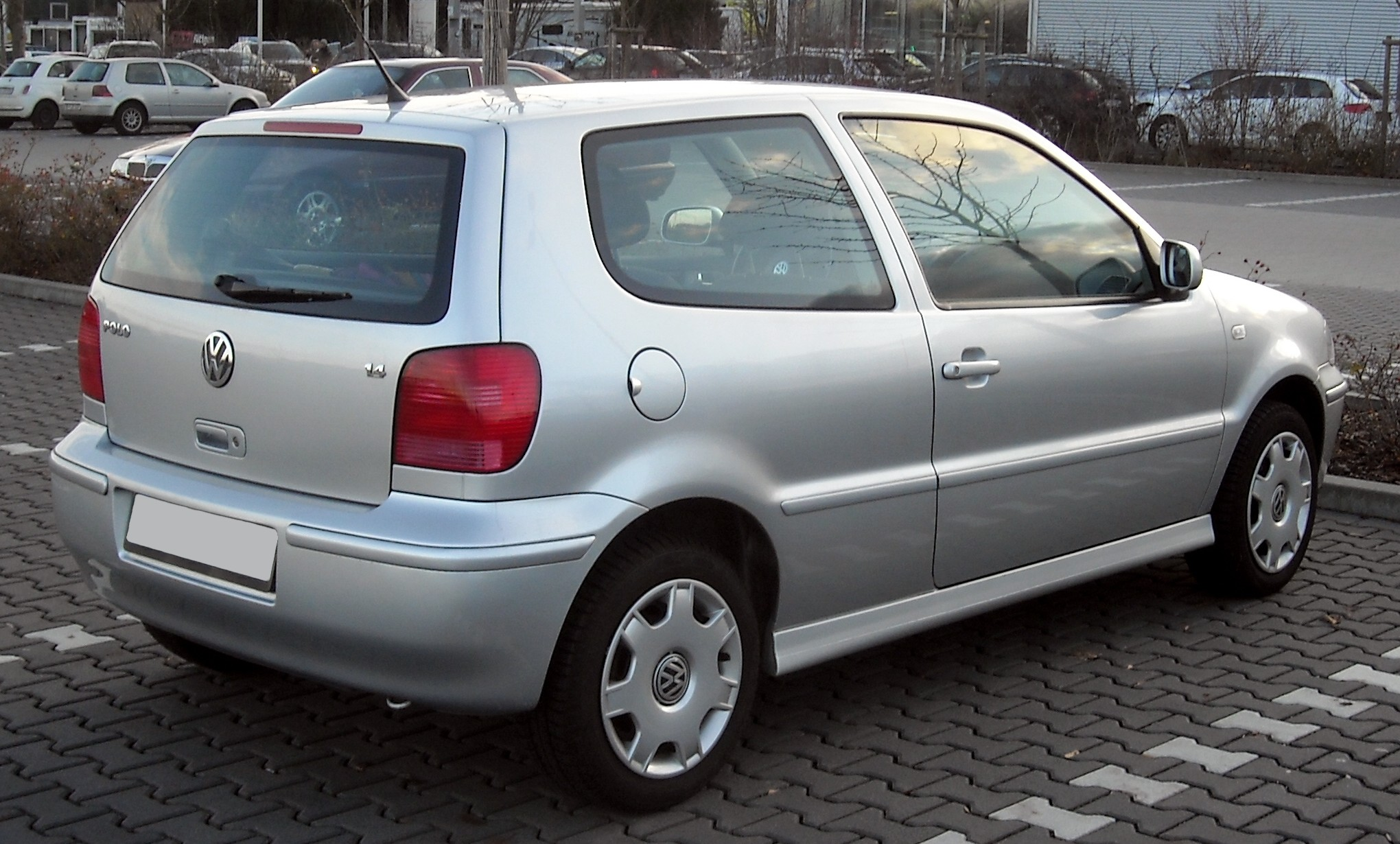
Heckansicht
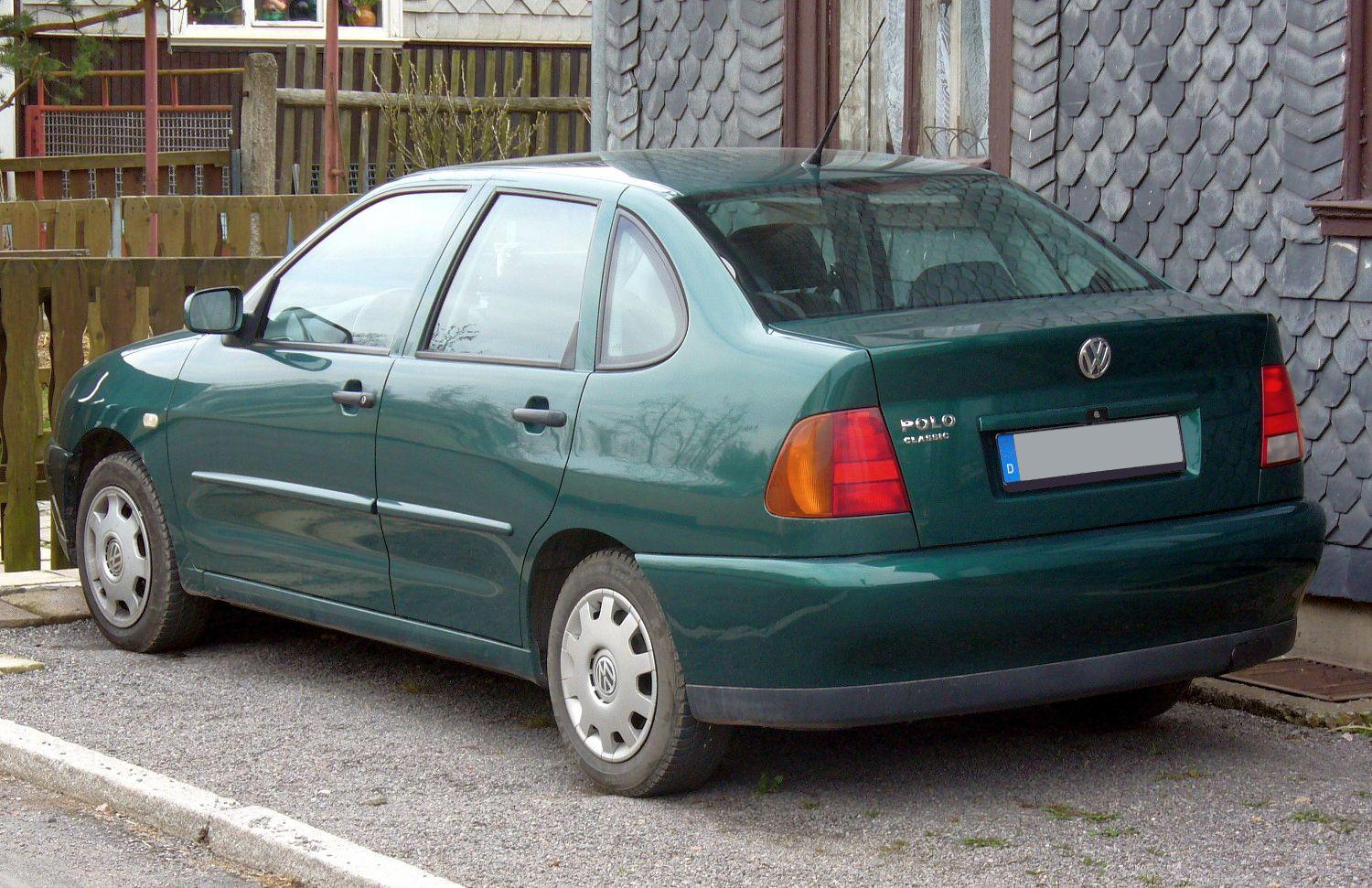
VW Polo Classic (1999–2001)
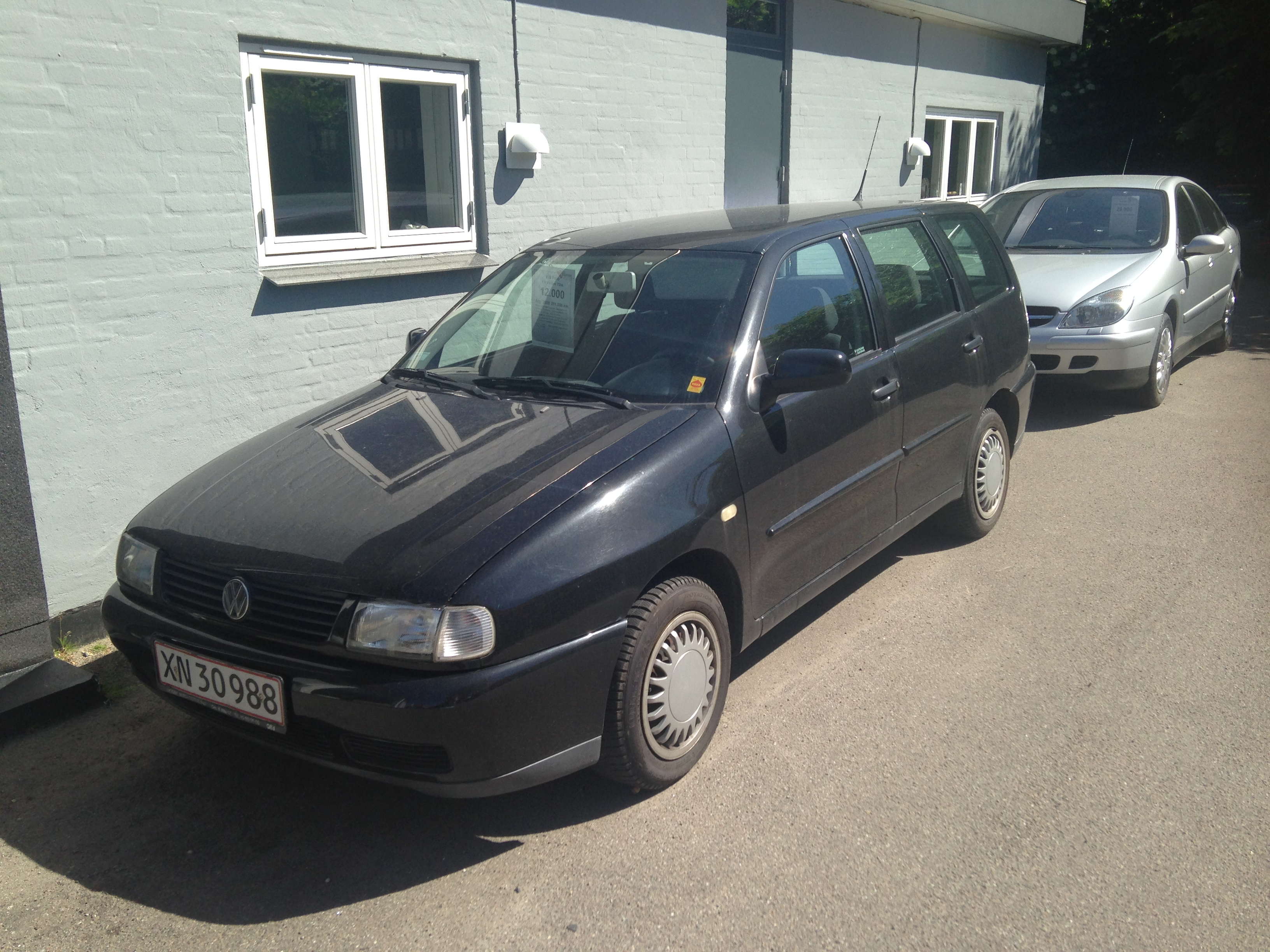
VW Polo Variant (1999–2001)
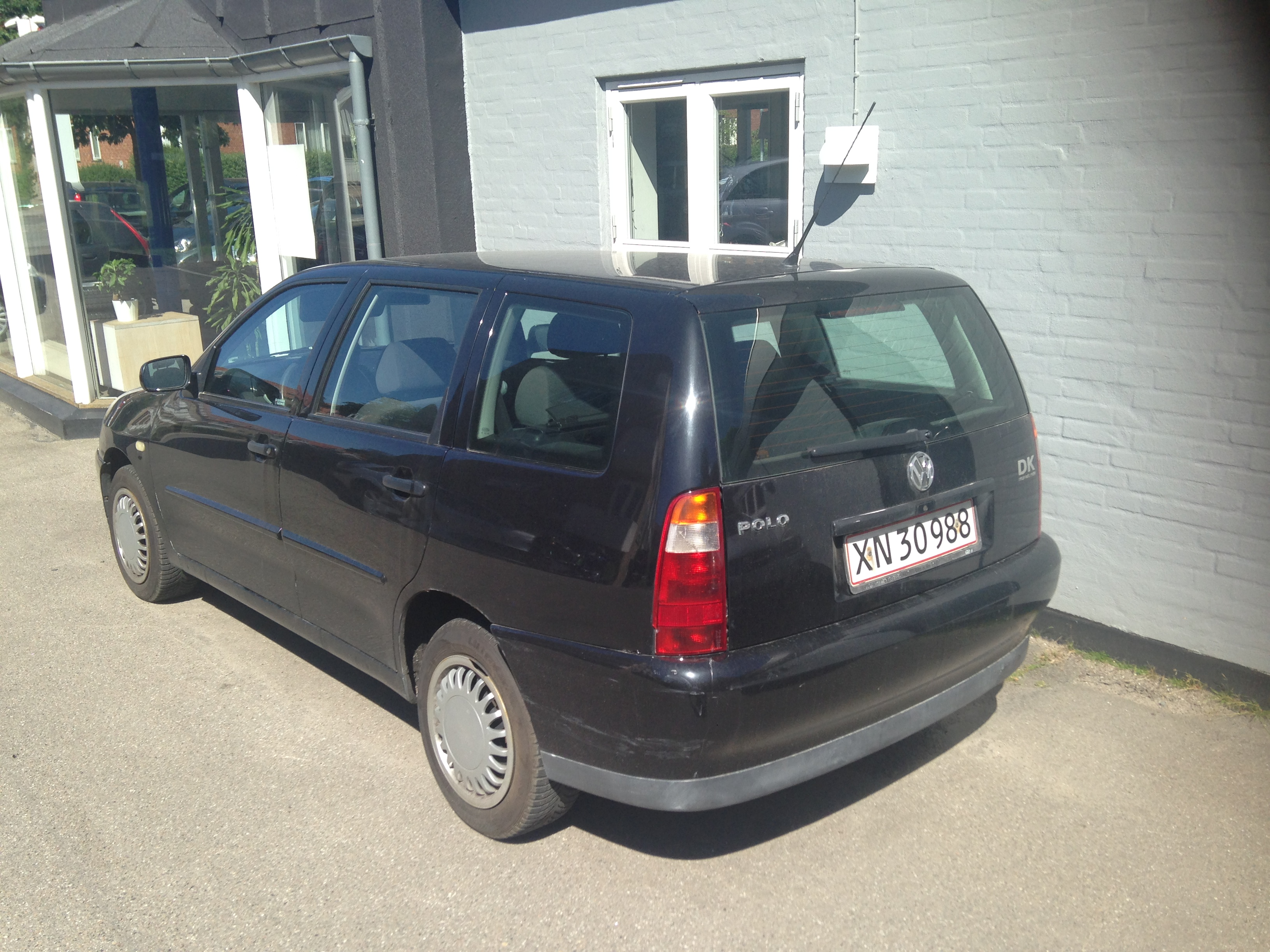
Heckansicht

#### Technische Daten

##### Ottomotoren
|                                             | 1.0                   | 1.4                   | 1.4                            | 1.4 16V                        | 1.4 16V               | 1.6                   | 1.6                           | 1.6 GTI               |
| Bauzeitraum                                 | 10/1999–10/2001       | 10/1999–10/2001       | 10/1999–10/2001                | 10/1999–10/2001                | 10/1999–10/2001       | 10/1999–09/2000       | 10/1999–10/2001               | 10/1999–10/2001       |
| Motorkenndaten                              |                       |                       |                                |                                |                       |                       |                               |                       |
| Motortyp                                    | R4-Ottomotor          | R4-Ottomotor          | R4-Ottomotor                   | R4-Ottomotor                   | R4-Ottomotor          | R4-Ottomotor          | R4-Ottomotor                  | R4-Ottomotor          |
| Anzahl Ventile pro Zylinder                 | 2                     | 2                     | 2                              | 4                              | 4                     | 2                     | 2                             | 4                     |
| Ventilsteuerung                             | OHC, Zahnriemen       | OHC, Zahnriemen       | OHC, Zahnriemen                | DOHC, Zahnriemen               | DOHC, Zahnriemen      | OHC, Zahnriemen       | OHC, Zahnriemen               | DOHC, Zahnriemen      |
| Gemischaufbereitung                         | Saugrohreinspritzung  | Saugrohreinspritzung  | Saugrohreinspritzung           | Saugrohreinspritzung           | Saugrohreinspritzung  | Saugrohreinspritzung  | Saugrohreinspritzung          | Saugrohreinspritzung  |
| Motoraufladung                              | –                     | –                     | –                              | –                              | –                     | –                     | –                             | –                     |
| Kühlung                                     | Wasserkühlung         | Wasserkühlung         | Wasserkühlung                  | Wasserkühlung                  | Wasserkühlung         | Wasserkühlung         | Wasserkühlung                 | Wasserkühlung         |
| Motorkennbuchstaben                         | ALD, ANV, AUC         | AKP                   | AKK, ANW, AUD                  | AHW, APE, AUA                  | AFK, AUB              | ALM                   | AEH, AKL, APF, AUR            | ARC, AVY              |
| Bohrung × Hub                               | 67,1 mm × 70,6 mm     | 76,5 mm × 75,6 mm     | 76,5 mm × 75,6 mm              | 76,5 mm × 75,6 mm              | 76,5 mm × 75,6 mm     | 76,5 mm × 86,9 mm     | 81,0 mm × 77,4 mm             | 76,5 mm × 86,9 mm     |
| Hubraum                                     | 999 cm³               | 1390 cm³              | 1390 cm³                       | 1390 cm³                       | 1390 cm³              | 1598 cm³              | 1595 cm³                      | 1598 cm³              |
| Verdichtungsverhältnis                      | 10,7:1                | 10,4:1                | 10,4:1                         | 10,5:1                         | 10,5:1                | 9,8:1                 | 10,3:1                        | 11,5:1                |
| max. Leistung bei min−1                     | 37 kW (50 PS) /5000   | 40 kW (55 PS) /4700   | 44 kW (60 PS) /4700            | 55 kW (75 PS) /5000            | 74 kW (100 PS) /6000  | 55 kW (75 PS) /4800   | 74 kW (100 PS) /5600          | 92 kW (125 PS) /6500  |
| max. Drehmoment bei min−1                   | 86 Nm /3000–3600      | 116 Nm /3000          | 116 Nm /3000                   | 126 Nm /3800                   | 126 Nm /4400          | 135 Nm /2800–3600     | 145 Nm /3800                  | 152 Nm /3000          |
| Kraftübertragung                            |                       |                       |                                |                                |                       |                       |                               |                       |
| Antrieb                                     | Vorderradantrieb      | Vorderradantrieb      | Vorderradantrieb               | Vorderradantrieb               | Vorderradantrieb      | Vorderradantrieb      | Vorderradantrieb              | Vorderradantrieb      |
| Getriebe, serienmäßig                       | 5-Gang-Schaltgetriebe | 5-Gang-Schaltgetriebe | 5-Gang-Schaltgetriebe          | 5-Gang-Schaltgetriebe          | 5-Gang-Schaltgetriebe | 5-Gang-Schaltgetriebe | 5-Gang-Schaltgetriebe         | 5-Gang-Schaltgetriebe |
| Getriebe, optional                          | –                     | –                     | 4-Stufen-Automatikgetriebe (1) | 4-Stufen-Automatikgetriebe (1) | –                     | –                     | 4-Stufen- Automatik- getriebe | –                     |
| Messwerte (Steilheck) (2)                   |                       |                       |                                |                                |                       |                       |                               |                       |
| Höchstgeschwindigkeit                       | 151 km/h              | 156 km/h              | 160 km/h (156 km/h)            | 172 km/h (168 km/h)            | 188 km/h              | –                     | –                             | 205 km/h              |
| Beschleunigung, 0–100 km/h                  | 18,4 s                | 16,0 s                | 14,5 s (16,8 s)                | 12,3 s (14,5 s)                | 10,4 s                |                       |                               | 8,9 s                 |
| Kraftstoffverbrauch auf 100 km (kombiniert) | 5,7 l S               | 6,1 l S               | 6,1 l S (7,5 l S)              | 6,2 l S (7,5 l S)              | 6,7 l SP              | 6,4 l S               | 6,9 l S                       | 7,1 l SP              |
| CO2-Emissionen (kombiniert)                 | 137 g/km              | 146 g/km              | 146 g/km (180 g/km)            | 149 g/km (180 g/km)            | 161 g/km              | –                     | –                             | 170 g/km              |
| Messwerte (Classic) (2)                     |                       |                       |                                |                                |                       |                       |                               |                       |
| Höchstgeschwindigkeit                       | –                     | –                     | 157 km/h                       | 170 km/h                       | –                     | 170 km/h              | 188 km/h (184 km/h)           | –                     |
| Beschleunigung, 0–100 km/h                  | –                     | –                     | 16,0 s                         | 12,9 s                         | –                     | 13,3 s                | 10,9 s (13,1 s)               | –                     |
| Kraftstoffverbrauch auf 100 km (kombiniert) | –                     | –                     | 6,7 l S                        | 6,4 l S                        | –                     | 7,2 l S               | 7,9 l S (8,5 l S)             | –                     |
| CO2-Emissionen (kombiniert)                 | –                     | –                     | 161 g/km                       | 154 g/km                       | –                     | 173 g/km              | 190 g/km (204 g/km)           | –                     |
| Messwerte (Variant) (2)                     |                       |                       |                                |                                |                       |                       |                               |                       |
| Höchstgeschwindigkeit                       | –                     | –                     | 155 km/h                       | 167 km/h                       | –                     | 167 km/h              | 186 km/h (183 km/h)           | –                     |
| Beschleunigung, 0–100 km/h                  | –                     | –                     | 16,3 s                         | 13,4 s                         | –                     | 13,6 s                | 11,1 s (13,3 s)               | –                     |
| Kraftstoffverbrauch auf 100 km (kombiniert) | –                     | –                     | 6,8 l S                        | 6,5 l S                        | –                     | 7,3 l S               | 8,0 l S (8,6 l S)             | –                     |
| CO2-Emissionen (kombiniert)                 | –                     | –                     | 163 g/km                       | 156 g/km                       | –                     | 175 g/km              | 192 g/km (206 g/km)           | –                     |

- Die Verfügbarkeit der Motoren war von Modell, Ausstattung und Markt abhängig.

##### Dieselmotoren
|                                             | 1.4 TDI (1)                | 1.4 TDI (2)                | 1.7 SDI               | 1.9 D                      | 1.9 SDI               | 1.9 SDI               | 1.9 TDI                    | 1.9 TDI (3)                |
| Bauzeitraum                                 | 10/1999–10/2001            | 01/2000–10/2000            | 10/1999–10/2001       | 10/1999–10/2001            | 10/1999–10/2001       | 10/1999–10/2001       | 10/1999–10/2001            | 10/1999–10/2001            |
| Motorkenndaten                              |                            |                            |                       |                            |                       |                       |                            |                            |
| Motortyp                                    | R3-Dieselmotor             | R3-Dieselmotor             | R4-Dieselmotor        | R4-Dieselmotor             | R4-Dieselmotor        | R4-Dieselmotor        | R4-Dieselmotor             | R4-Dieselmotor             |
| Anzahl Ventile pro Zylinder                 | 2                          | 2                          | 2                     | 2                          | 2                     | 2                     | 2                          | 2                          |
| Ventilsteuerung                             | OHC, Zahnriemen            | OHC, Zahnriemen            | OHC, Zahnriemen       | OHC, Zahnriemen            | OHC, Zahnriemen       | OHC, Zahnriemen       | OHC, Zahnriemen            | OHC, Zahnriemen            |
| Gemischaufbereitung                         | Pumpe-Düse-System          | Pumpe-Düse-System          | Direkt- einspritzung  | Wirbelkammer- einspritzung | Direkteinspritzung    | Direkteinspritzung    | Direkteinspritzung         | Direkteinspritzung         |
| Motoraufladung                              | Turbolader, Ladeluftkühler | Turbolader, Ladeluftkühler | –                     | –                          | –                     | –                     | Turbolader, Ladeluftkühler | Turbolader, Ladeluftkühler |
| Kühlung                                     | Wasserkühlung              | Wasserkühlung              | Wasserkühlung         | Wasserkühlung              | Wasserkühlung         | Wasserkühlung         | Wasserkühlung              | Wasserkühlung              |
| Motorkennbuchstaben                         | AMF                        | ATL                        | AKU                   | AEF                        | AGD, ASX              | AGP, AQM              | AGR, ALH                   | ASK, ASV                   |
| Bohrung × Hub                               | 79,5 mm × 95,5 mm          | 79,5 mm × 95,5 mm          | 79,5 mm × 86,4 mm     | 79,5 mm × 95,5 mm          | 79,5 mm × 95,5 mm     | 79,5 mm × 95,5 mm     | 79,5 mm × 95,5 mm          | 79,5 mm × 95,5 mm          |
| Hubraum                                     | 1422 cm³                   | 1422 cm³                   | 1716 cm³              | 1896 cm³                   | 1896 cm³              | 1896 cm³              | 1896 cm³                   | 1896 cm³                   |
| Verdichtungsverhältnis                      | 19,5:1                     | 18,5:1                     | 19,5:1                | 22,5:1                     | 19,5:1                | 19,5:1                | 19,5:1                     | 19,5:1                     |
| max. Leistung bei min−1                     | 55 kW (75 PS) /4000        | 66 kW (90 PS) /4000        | 44 kW (60 PS) /4200   | 47 kW (64 PS) /4400        | 47 kW (64 PS) /4200   | 50 kW (68 PS) /4200   | 66 kW (90 PS) /3750        | 81 kW (110 PS) /4150       |
| max. Drehmoment bei min−1                   | 195 Nm /2200               | 230 Nm /1900–2200          | 115 Nm /2000–3000     | 124 Nm /2000               | 124 Nm /2200–2800 (4) | 133 Nm /2200–2600     | 210 Nm /1900               | 235 Nm /1900               |
| Kraftübertragung                            |                            |                            |                       |                            |                       |                       |                            |                            |
| Antrieb                                     | Vorderradantrieb           | Vorderradantrieb           | Vorderradantrieb      | Vorderradantrieb           | Vorderradantrieb      | Vorderradantrieb      | Vorderradantrieb           | Vorderradantrieb           |
| Getriebe                                    | 5-Gang-Schaltgetriebe      | 5-Gang-Schaltgetriebe      | 5-Gang-Schaltgetriebe | 5-Gang-Schaltgetriebe      | 5-Gang-Schaltgetriebe | 5-Gang-Schaltgetriebe | 5-Gang-Schaltgetriebe      | 5-Gang-Schaltgetriebe      |
| Messwerte (Steilheck)                       |                            |                            |                       |                            |                       |                       |                            |                            |
| Höchstgeschwindigkeit                       | 170 km/h                   | k. A.                      | 157 km/h              | 160 km/h                   | 160 km/h              | –                     | –                          | –                          |
| Beschleunigung, 0–100 km/h                  | 12,9 s                     | k. A.                      | 17,3 s                | 15,9 s                     | 15,9 s                | –                     | –                          | –                          |
| Kraftstoffverbrauch auf 100 km (kombiniert) | 4,4 l D                    | k. A.                      | 4,4 l D               | 5,7 l D                    | 4,8 l D               | –                     | –                          | –                          |
| CO2-Emissionen (kombiniert)                 | 119 g/km                   | k. A.                      | 119 g/km              | 154 g/km                   | 130 g/km              | –                     | –                          | –                          |
| Messwerte (Classic)                         |                            |                            |                       |                            |                       |                       |                            |                            |
| Höchstgeschwindigkeit                       | –                          | –                          | –                     | –                          | –                     | 161 km/h              | 180 km/h                   | 193 km/h                   |
| Beschleunigung, 0–100 km/h                  | –                          | –                          | –                     | –                          | –                     | 16,9 s                | 12,6 s                     | 10,7 s                     |
| Kraftstoffverbrauch auf 100 km (kombiniert) | –                          | –                          | –                     | –                          | –                     | 5,1 l D               | 4,9 l D                    | 4,9 l D                    |
| CO2-Emissionen (kombiniert)                 | –                          | –                          | –                     | –                          | –                     | 138 g/km              | 132 g/km                   | 132 g/km                   |
| Messwerte (Variant)                         |                            |                            |                       |                            |                       |                       |                            |                            |
| Höchstgeschwindigkeit                       | –                          | –                          | –                     | –                          | –                     | 158 km/h              | 176 km/h                   | 190 km/h                   |
| Beschleunigung, 0–100 km/h                  | –                          | –                          | –                     | –                          | –                     | 17,3 s                | 12,8 s                     | 10,9 s                     |
| Kraftstoffverbrauch auf 100 km (kombiniert) | –                          | –                          | –                     | –                          | –                     | 5,2 l D               | 5,0 l D                    | 5,0 l D                    |
| CO2-Emissionen (kombiniert)                 | –                          | –                          | –                     | –                          | –                     | 140 g/km              | 135 g/km                   | 135 g/km                   |

- Die Verfügbarkeit der Motoren war von Modell, Ausstattung und Markt abhängig.